# 10239 هيرمان
10239 Hermann هو كويكب، يقع ضمن حزام الكويكبات. اكتشف في 10 أكتوبر 1998. وقد اكتشفه مرصد لويل للبحث عن الأجرام القريبة من الأرض.

## روابط خارجية
- 10239 هيرمان في قاعدة بيانات مختبر الدفع النفاث لأجرام النظام الشمسي الصغيرة

- الاكتشاف · مخطط المدار ·  العناصر المدارية · المعلمات المادية

- 10239 هيرمان على موقع ويكي سكاي: DSS2, SDSS, GALEX, IRAS, Hydrogen α, X-Ray, Astrophoto, Sky Map, Articles and images